# Cheikh Sadibou Fall
Pour les articles homonymes, voir Fall.
Papa Cheikh Sadibou Fall, né le 28 août 1950 à Dakar et mort le 21 juillet 2020 à Toulouse (France), est un homme politique sénégalais, ancien maire, député, plusieurs fois ministre sous la présidence d'Abdoulaye Wade.

## Biographie
Cheikh Sadibou a étudié le droit, d'abord à l'université Cheikh Anta Diop de Dakar, puis à l'université Bordeaux 1, où il a obtenu un DESS de juriste d'affaires et d'entreprise, option Finance, comptabilité, droit de l'entreprise. Il a complété sa formation à l'Institut régional d'Aquitaine en droit du travail et de la sécurité sociale, à l'université du Massachusetts de Boston, à l'Institut libéral de Guimerbach (Allemagne) et à l'Institut régional d'administration des entreprises de Bordeaux.
Il a exercé plusieurs activités dans le secteur privé : contrôleur interne de gestion, directeur administratif et financier, manager, puis directeur d'un cabinet d'expertise financière et judiciaire.
En 1996, il est le premier maire élu à la tête de la commune d'arrondissement Fann-Point E-Amitié nouvellement créée et conserve cette responsabilité jusqu'en 2001.
Il est député du Parti démocratique sénégalais (PDS) de 1998 à 2001 et président du groupe parlementaire Liberté-Démocratie-Progrès. Il est en outre nommé ministre de l'Urbanisme et de l'Habitat le 23 novembre 2000, dans le gouvernement de Moustapha Niasse, en remplacement d'Amath Dansokho limogé, puis dans le gouvernement de Mame Madior Boye formé le 4 mars 2001. Il conserve le poste jusqu'au 12 mai 2001.
Lors des élections législatives du 29 avril 2001 il est écarté des listes PDS à la suite d'un différend avec Idrissa Seck. Mais il est nommé ministre de la Pêche peu après à l'occasion d'un remaniement au sein du gouvernement Boye. À la suite du naufrage du Joola en septembre 2002, il est mis fin aux fonctions de ce gouvernement le 4 novembre 2002.
Le 22 avril 2004 Cheikh Sadibou Fall est nommé ministre de l'Intérieur dans le gouvernement de Macky Sall, mais il ne conserve ce poste que quelques mois et Ousmane Ngom le remplace dès le 2 novembre 2004.
En avril 2005, il est nommé ambassadeur en Italie.
Il décède à l'hôpital Joseph-Ducuing de Toulouse, en France, le 21 juillet 2020.